# Биатлон на зимних Олимпийских играх 2022 — эстафета (мужчины)
Соревнования по биатлону в мужской эстафете на зимних Олимпийских играх 2022 года прошли 15 февраля. Местом проведения соревнований стал Национальный центр биатлона расположенный в долине на северо-востоке от деревни Тайцзичэн, района городского подчинения Чунли города Чжанцзякоу провинции Хэбэй. Старт гонки изначально был запланирован на 17:00 по местному времени (UTC+8), на за сутки начала был перенесён из-за морозов на 14:30 по местному времени.
Со второго этапа лидерство захватила сборная ОКР и в целом уверенно удерживало его вплоть до последнего восьмого огневого рубежа. Эдуард Латыпов имел около минуты преимущества над сборными Норвегии, Франции и Германии. Однако последняя стрельба обернулась провалом для Латыпова, он допустил 5 промахов за 8 выстрелов и получил два штрафных круга. Этим воспользовались норвежец Ветле Шостад Кристиансен и француз Кантен Фийон Майе, которые обошли Латыпова. Немец Наврат также получил круг штрафа и остался только четвёртым.
Йоханнес Тиннес Бё завоевал свою седьмую медаль на Олимпийских играх и четвёртую золотую. Его старший брат Тарьей Бё выиграл свою шестую олимпийскую медаль (третью золотую). Фийон Майе выиграл пятую медаль в пяти гонках на Играх 2022 года (два золота и три серебра).

## Медалисты
| Золото                                                                                     | Серебро                                                                  | Бронза                                                                            |
| Норвегия · Стурла Холм Легрейд · Тарьей Бё · Йоханнес Тиннес Бё · Ветле Шостад Кристиансен | Франция · Фабьен Клод · Эмильен Жаклен · Симон Детьё · Кантен Фийон Майе | ОКР · Саид Каримулла Халили · Александр Логинов · Максим Цветков · Эдуард Латыпов |

## Результаты
| Место | Номер | Страна                                                                                     | Время                                     | Штрафы (К+П)                         | Отставание |
| ----- | ----- | ------------------------------------------------------------------------------------------ | ----------------------------------------- | ------------------------------------ | ---------- |
| 1     | 1     | Норвегия · Стурла Холм Легрейд · Тарьей Бё · Йоханнес Тиннес Бё · Ветле Шостад Кристиансен | 1:19:50.2 20:21.2 20:40.1 19:10.9 19:38.0 | 1+7 0+0 1+3 0+0 0+2 0+2 0+0 0+0 0+0  | —          |
| 2     | 3     | Франция · Фабьен Клод · Эмильен Жаклен · Симон Детьё · Кантен Фийон Майе                   | 1:20:17.6 19:48.7 20:01.2 20:20.6 20:07.1 | 0+9 0+2 0+0 0+1 0+0 0+2 0+1 0+1 0+2  | +27.4      |
| 3     | 2     | ОКР · Саид Каримулла Халили · Александр Логинов · Максим Цветков · Эдуард Латыпов          | 1:20:35.5 19:40.9 19:32.8 20:15.5 21:06.3 | 2+6 0+0 0+1 0+0 0+2 0+0 0+0 0+0 2+3  | +45.3      |
| 4     | 4     | Германия · Эрик Лессер · Роман Рес · Бенедикт Долль · Филипп Наврат                        | 1:20:54.5 20:21.8 20:15.0 19:36.3 20:41.4 | 1+9 0+0 0+3 0+0 0+1 0+1 1+3          | +1:04.3    |
| 5     | 8     | Швеция · Пеппе Фемлинг · Йеспер Нелин · Мартин Понсилуома · Себастьян Самуэльссон          | 1:21:39.6 20:18.5 21:01.5 20:05.0 20:14.6 | 1+13 0+1 0+3 1+3 0+1 0+3 0+1 0+0 0+1 | +1:49.4    |
| 6     | 10    | Канада · Адам Раннеллс · Кристиан Гоу · Жуль Бюрнотт · Скотт Гоу                           | 1:21:46.5 20:33.2 20:36.8 20:32.6 20:03.9 | 2+9 0+1 1+3 0+0 1+3 0+2 0+0 0+0 0+0  | +1:56.3    |
| 7     | 7     | Италия · Томас Бормолини · Томмазо Джакомель · Лукас Хофер · Доминик Виндиш                | 1:21:48.8 20:11.8 20:14.5 20:38.4 20:44.1 | 2+13 0+0 0+2 0+0 0+3 1+3 0+1 0+1 1+3 | +1:58.6    |
| 8     | 5     | Беларусь · Никита Лобастов · Дмитрий Лазовский · Максим Воробей · Антон Смольский          | 1:21:49.2 19:41.8 20:43.9 21:13.8 20:09.7 | 2+11 0+2 0+1 0+0 0+2 0+0 2+3 0+3 0+0 | +1:59.0    |
| 9     | 6     | Украина · Богдан Цымбал · Артём Прима · Антон Дудченко · Дмитрий Пидручный                 | 1:23:31.5 20:22.9 21:05.4 20:49.9 21:13.3 | 4+12 0+1 0+1 0+1 1+3 0+0 1+3 0+0 2+3 | +3:41.3    |
| 10    | 14    | Австрия · Давид Коматц · Симон Эдер · Феликс Ляйтнер · Харальд Леммерер                    | 1:23:31.9 20:34.2 20:33.2 20:10.9 22:13.6 | 2+8 0+2 0+0 0+0 0+2 0+0 0+0 0+1 2+3  | +3:41.7    |
| 11    | 11    | Словения · Миха Довжан · Яков Фак · Ловро Планко · Рок Тршан                               | 1:24:09.6 20:23.6 20:43.1 21:33.7 21:29.2 | 0+10 0+1 0+0 0+1 0+3 0+2 0+1 0+0 0+2 | +4:19.4    |
| 12    | 9     | Швейцария · Себастьян Штальдер · Беньямин Вегер · Никлас Хардвег · Йоша Буркхалтер         | 1:24:12.3 20:58.0 20:22.0 20:10.0 22:42.3 | 1+8 0+0 0+0 0+1 0+1 0+0 0+0 1+3 0+3  | +4:22.1    |
| 13    | 15    | США · Шон Доэрти · Джейк Браун · Пол Шоммер · Лейф Нордгрен                                | 1:25:33.0 20:47.2 21:11.5 21:21.2 22:13.1 | 3+13 0+1 1+3 0+0 1+3 0+0 0+2 1+3 0+1 | +5:42.8    |
| 14    | 17    | Литва · Томас Каукенас · Витаутас Строля · Кароль Домбровский · Динас Банис                | 1:25:37.8 21:10.3 21:11.6 21:25.9 21:50.0 | 0+11 0+2 0+0 0+0 0+3 0+0 0+1 0+3 0+2 | +5:47.6    |
| 15    | 16    | Эстония · Рене Захна · Кристо Сиимер · Калев Эрмитс · Райдо Рянкель                        | 1:26:03.6 21:25.8 22:26.7 20:56.9 21:14.2 | 2+12 0+0 1+3 0+3 1+3 0+0 0+2 0+1 0+0 | +6:13.4    |
| 16    | 20    | Китай · Чен Фанмин · Янь Синюань · Чжу Чжэньюй · Чуньюй Чжан                               | 1:26:27.5 20:12.8 22:37.5 21:46.2 21:51.0 | 2+11 0+1 0+0 0+2 2+3 0+1 0+3 0+1 0+0 | +6:37.3    |
| 17    | 12    | Финляндия · Хейкки Лайтинен · Теро Сеппяля · Олли Хииденсало · Туомас Харьюла              | 1:26:57.7 22:27.8 20:34.7 21:25.2 22:30.0 | 4+14 0+2 2+3 0+0 0+2 0+1 0+3 0+0 2+3 | +7:07.5    |
| 18    | 18    | Болгария · Тодев Благой · Владимир Илиев · Димитр Герджиков · Антон Синапов                | 1:27:05.3 22:27.2 20:26.6 21:58.4 22:13.1 | 2+11 0+2 0+1 0+1 0+1 1+3 0+0 0+0 1+3 | +7:15.1    |
| 19    | 13    | Чехия · Якуб Штвртецки · Микулаш Карлик · Адам Вацлавик · Михал Крчмарж                    | Круг 22:55.8 20:29.3 Круг                 | 1+3 1+3 0+2 0+3 0+0 2+3              | +9         |
| 20    | 21    | Бельгия · Флоран Клод · Тьерри Ланже · Том Лаайе-Гоффар · Сезар Бове                       | Круг 21:01.7 22:08.2 Круг                 | 0+0 0+2 0+1 0+2 0+3 0+0              | +9         |
| 21    | 19    | Словакия · Михал Шима · Матей Балога · Симон Бартко · Томаш Скленарик                      | Круг 21:39.2 22:10.1 Круг                 | 0+0 0+2 0+1 0+2 2+3 0+2              | +9         |